# Cunninghame
Cunninghame est un district d'Écosse de la région de Strathclyde entre 1975 et 1996.

## Le Cunninghame historique

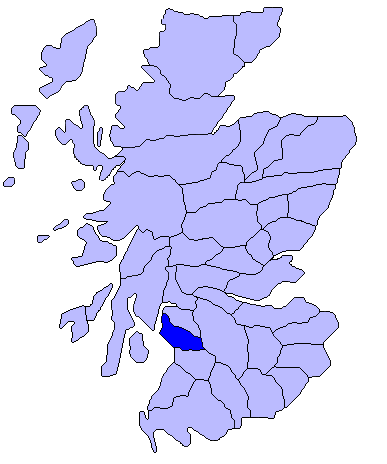
Carte d'Écosse montrant le district historique de Cunninghame

Le district historique de Cunninghame était bordé par les districts de Renfrew et Clydesdale au nord et à l'est respectivement, par le district de Kyle au sud au-delà de l'Irvine et par le Firth of Clyde à l'ouest.
Cunninghame devient un des trois districts d'Ayrshire, le sheriffdom d'Ayr. Cuninghame se trouvait alors au nord, longeant l'Irvine ; Kyle était au centre, au bord de l'Ayr ; et Carrick au sud, au bord de la Doon. Au XVIIIe siècle l'Ayrshire est devenu un des comtés d'Écosse, et ses subdivisions n'ont plus aucune légitimité administrative.
Le territoire de Cunninghame comprend les paroisses de Ardrossan, Beith, Dalry, Dreghorn, Fenwick, Irvine, North Ayrshire, Kilbirnie, West Kilbride, Kilmarnock, Kilmaurs, Kilwinning, Largs, Loudoun, Stevenston, Stewarton et une partie de Dunlop.

## District
| Cunninghame 1975 to 1996 |  |
|                          |  |

Le nom est rétabli pour désigner un des 19 districts de la région de Strathclyde constituée par le Local Government (Scotland) Act 1973 en 1975. Le district est composé de parties des comtés d'Ayrshire et de Bute. Il est à nouveau aboli en 1996 avec la création du système des council area.